# Brachycyon
Brachycyon è un mammifero carnivoro vissuto nel tardo Eocene in Eurasia e Nordamerica appartenente alla famiglia degli Anficionidi.

## Classificazione
Il genere Brachycyon è stato denominato da Filhol nel 1872. Molto successivamente, nel 1988, Carroll lo assegnò agli Amphicyonidae.

## Descrizione
Dimensioni: altezza - 80 cm, lunghezza - 40 cm, peso - 20 kg.
Aveva un muso corto, probabile adattamento alla frantumazione di ossa necessario per avere il cibo vicino al fulcro (il punto di articolazione) della mandibola e poter così esercitare la massima forza muscolare nel morso.
Questa riduzione della mandibola è possibile con l'avvicinamento delle radici dei secondi premolari e molari (e nel caso della specie B. gaudryi anche della riduzione del primo premolare nella mandibola superiore).
Il muso corto era una caratteristica di numerosi "cani-orso" primordiali, tra cui il Guangxicyon (con cui condivide la stessa struttura della trigonide del primo molare), Brachyrhynchocyon e Enhydrocyon (un esponente dei primi canidi). Ma differenti sono le modalità che hanno portato alla comparsa di questa caratteristica (Enkydrocyon, ad esempio, la ottiene perdendo il primo premolare, il terzo molare e orientando obliquamente gli altri premolari): si tratta quindi di un fenomeno di evoluzione parallela.

Brachycyon condivide le somiglianze della trigonide del primo molare (e più in generale la struttura del muso corto) anche col genere Haplocyon, vissuto nell'Oligocene e membro della sottofamiglia degli Haplocionini. Potrebbe esserne l'antenato, possibilità che alcuni paleontologi (Hunt jr, 2005)  valutano invece per il contemporaneo genere europeo Cynodictis. 